# 현대 아시리아

이라크와 시리아에서 사용되는 아시리아의 국기

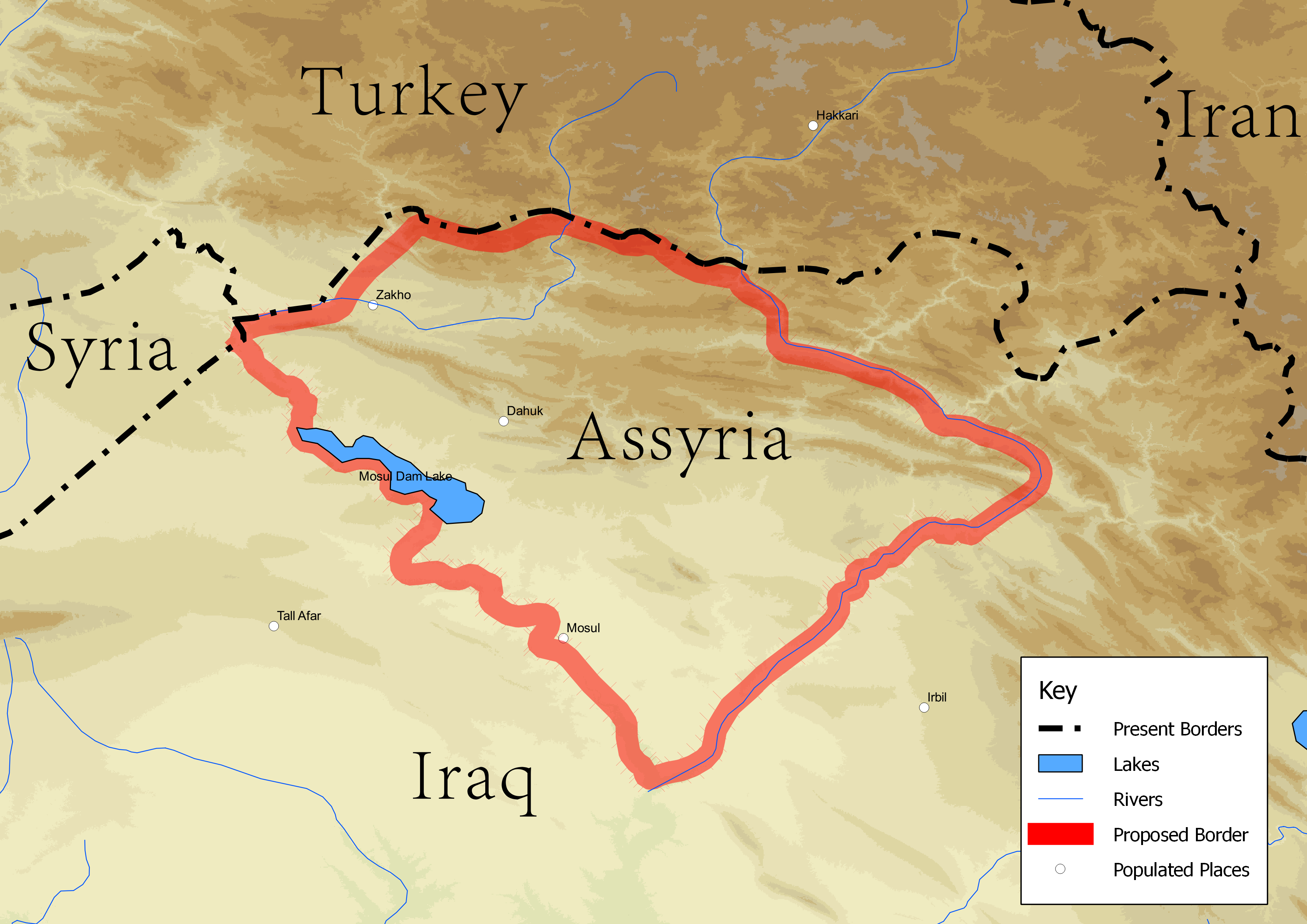
아시리아인 거주 삼각지대

니네베 주에 있어서의 아시리아인 집중 3개 군의 위치

현대 아시리아(現代 ~, 시리아어: ܐܬܘܪ)는 이라크와 시리아에 있는 지역 이름으로, 아시리아인들이 집중적으로 거주하고 있는 지역이다.
그들이 집중 거주하는 지역은 이라크 북부의 아시리아인 삼각지대(三角地帶) 또는 니네베 평원(고대 시리아어: ܦܩܥܬܐ ܕܢܝܢܘܐ; Pqata d'Ninwĕ, 시리아어: ܕܫܬܐ ܕܢܝܢܘܐ; Daŝta d'Ninwĕ, 아랍어: سهل نينوى; sahl naynawā, 쿠르드어: Deşta Neynewa)으로 불리는 곳이다. 이라크의 니네베 주에 위치하며, 모술의 동쪽에 있는 3개 군 - 텔 케페, 알함다니야와 알시칸이다. 가장 큰 도시는 바크디다이다.
2014년 1월 21일 이라크 정부는 니네베 평원이 새로운 주(州)가 될 것이며, 그것은 아시리아인들의 안전한 보금자리로 기능할 것이라고 말했다.

## 같이 보기
- 아수르
- 쿠르디스탄